# Burghäuser, Stadttheater, ehemaliges Zeughaus

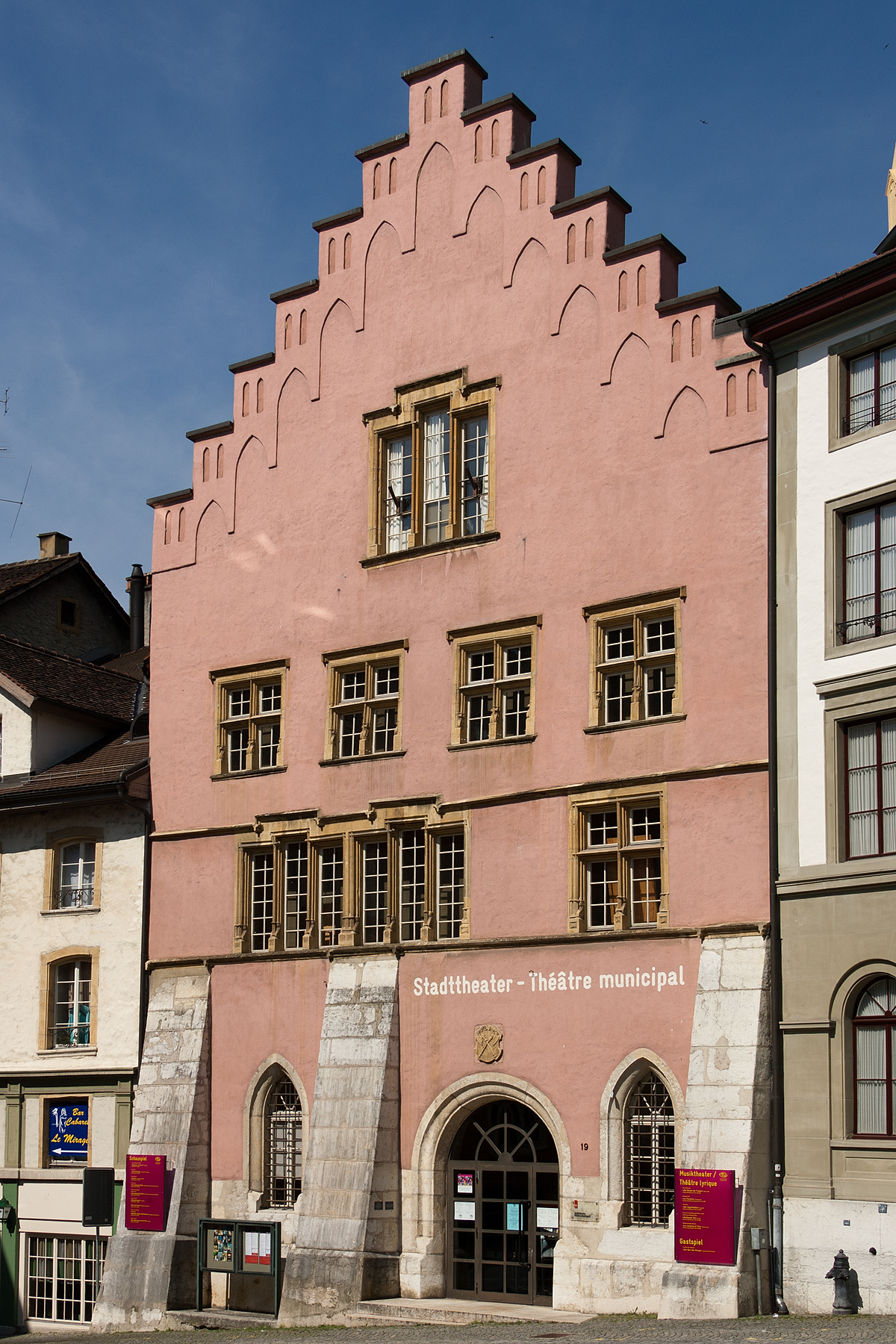
Stadttheater (2005)

Die Liegenschaft Burghäuser, Stadttheater, ehemaliges Zeughaus, Burggasse 19 in Biel/Bienne, bezeichnet einen Teil der ehemaligen fürstbischöflichen Burg, der seit dem Mittelalter mehrfach umgebaut wurde und heute das Stadttheater beherbergt. Die Gebäude stehen als Kulturgut unter Denkmalschutz.

## Geschichte

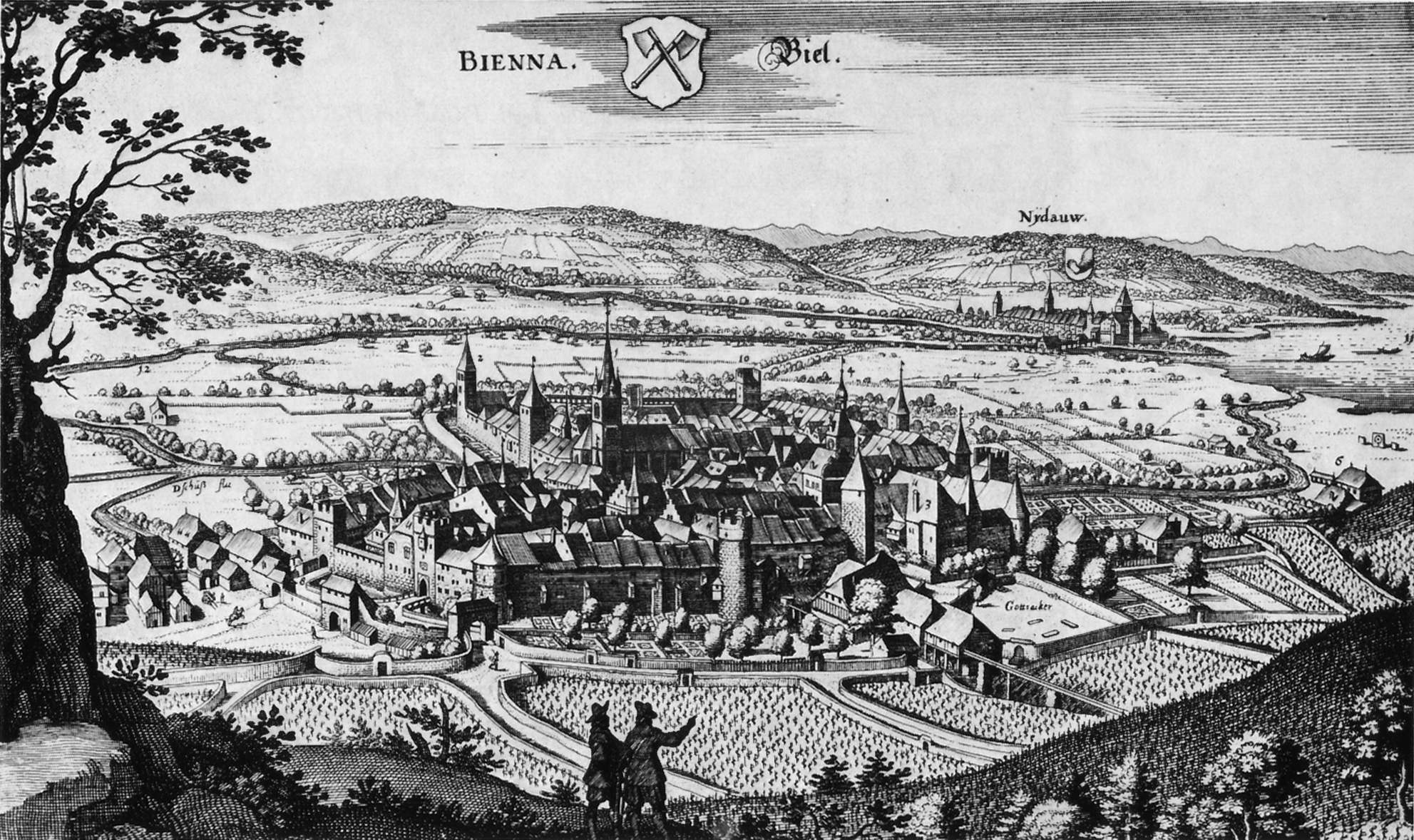
3. «Rathauß» mit Rosiusturm links sowie Archivturm und Käfigturm rechts (damals spitz überdacht); 4. alter «Zeitglockenthurn» (Merian 1642)

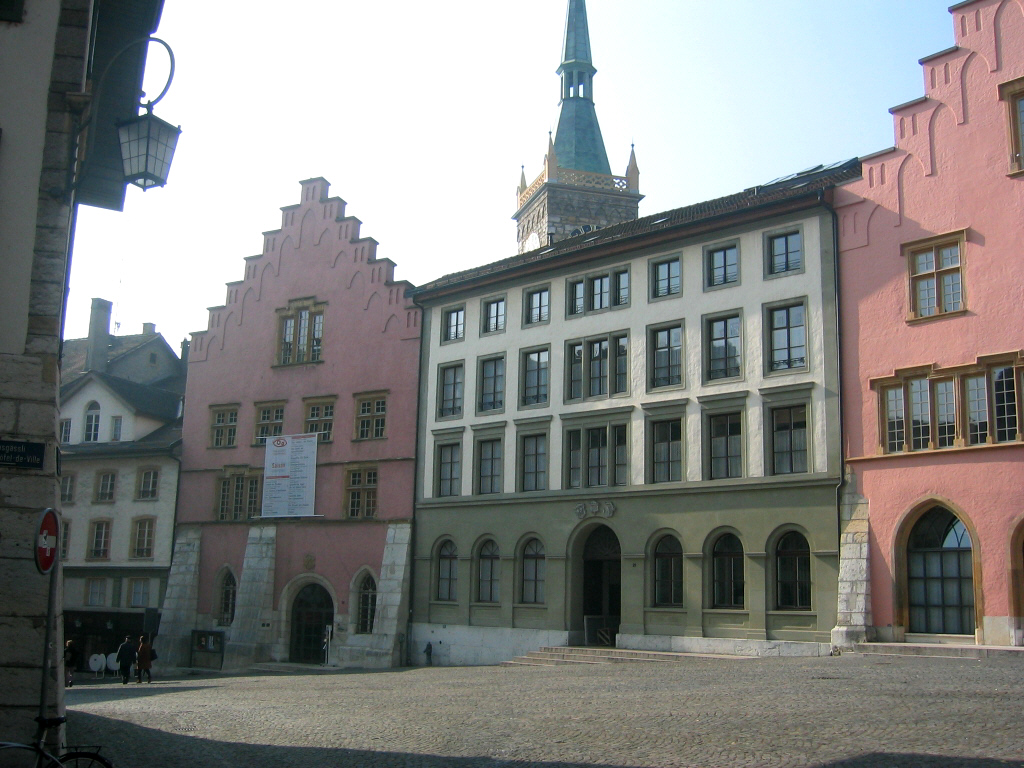
Stadttheater, Amthaus und Rathaus

Der Fürstbischof von Basel errichtete als Landesherr im frühen 13. Jahrhundert eine Burg mit einer Befestigung aus Wehrmauern, Türmen und Gräben vor Biel. Bei einem Konflikt zwischen ihm und der Stadt Biel wurde die Burg 1367 zerstört, und auch die Stadt brannte nieder. Der Fürstbischof baute seine Burg nicht wieder auf. 1489 ging das Gelände als Schenkung an Biel und wurde ins Stadtgebiet integriert. Das neue Rathaus entstand 1530 bis 1534 in spätgotischem Stil auf den Grundmauern der ehemaligen Befestigungen. Auf dem gleichen Areal erbaute man 1474 ein Kornhaus und vor 1591 ein Zeughaus für die militärische Ausrüstung der Stadt. In der Zeughaushalle standen zeitweise 26 Geschütze, zum grossen Teil waren sie Beutegut. Zur Zeit der Helvetischen Republik und der Mediation wurde das Zeughaus geplündert. Das leerstehende Gebäude diente im 19. Jahrhundert als Getreidespeicher.
Der Bergfried der ehemaligen Burg hatte den Brand und die Zerstörung im 14. Jahrhundert weitgehend unbeschadet überstanden und wurde neugotisch aufgestockt. Als 1843 der alte «Zeitglockenturm» an der Schmiedengasse niedergelegt wurde, versetzte man die «Grosse Uhr» vom Glockenturm zum ehemaligen Bergfried. Mit den Steinen der zerstörten Burg wurde 1402/03 an der Stelle eines kleineren Burgturms ein «Grosser Turm», auch «Rosiusturm» genannt, errichtet. Aus dem 16. Jahrhundert stammen der quadratische «Archivturm» und der halbrunde «Käfigturm». Diese erhielten erst 1859 ihre Zinnenkränze. Von der ehemaligen Burg sind heute nur noch wenige Abschnitte sichtbar. Dazu gehört der untere Teil des «Zeitglockenturms» und eine bis 4 m dicke Mauer zwischen Burgplatz und «Käfigturm», die im Foyer des heutigen Theaters hervortritt.
Traditionell veranstaltete man in Biel Aufführungen in Gasthäusern, im Rathaussaal oder unter freiem Himmel. 1841 bildete sich eine Theaterinitiative, die 1842 einen Umbau des ehemaligen Zeughauses erreichte. Man ordnete die Bühne mit dem Zuschauerraum über die gesamte Breite des Gebäudes im 1. und 2. Obergeschoss an und verzichtete weitgehend auf Nebenräume. Das Publikum und das Ensemble gelangten über Freitreppen im Hof in das Gebäude. Die im Erdgeschoss vorhandene Gewölbehalle auf drei Rundpfeilern stammt aus dem ehemaligen Zeughaus und wurde erst 1935 zum Theaterfoyer umfunktioniert. Von 1906 bis 1935 beherbergte sie das Feuerwehr-Magazin.
Zwischen dem Rathaus und dem Theater fügte man an der Stelle des Werkhofes in den Jahren 1858 bis 1860 ein kantonales Amthaus in neugotischem Stil ein. Der Architekt war Alfred Neuhaus. Bis 1898 hatte dort der Regierungsstatthalter seinen Sitz. Die Hauptfassade des Theaters am Burgplatz wurde zur gleichen Zeit überformt und im Stil angepasst. Der Treppengiebel des Theaters wurde als Pendant zum Rathaus als Scheinarchitektur gestaltet und nimmt kein Raumprogramm auf. Das Stadtwappen von 1590 über dem Eingang ist ein Bauteil aus dem ehemaligen Zeughaus. Im Jahr 1858 erfolgte auch der Abbruch der Wehrmauer zwischen dem «Käfigturm» und dem «Archivturm». Damals baute man eine Brücke über den verbliebenen Teil des Burggrabens.
Die erste Renovierung des Theaters wurde 1879 notwendig. Eine Komplettsanierung mit Erweiterung der Nutzungen wurde 1928 durchgeführt. Es gab nun erstmals einen Orchestergraben. Die Anzahl der Stehplätze steigerte sich von 160 auf 200 Plätze und der Sitzplätze von 182 auf 303. Auch der gesamte Innenraum wurde modernisiert. Das Erdgeschoss wurde ab den 1930er Jahren auch für Theaterzwecke genutzt und funktional integriert. Im Jahr 1952 entstanden Werkstätten, Übungs- und Proberäume als Neubauten. Sie wurden zwischen dem «Archivturm» und dem «Käfigturm» angeordnet. 1979 wurde von den Stimmberechtigten ein Kredit bewilligt, der zur 1989 fertiggestellten Sanierung genutzt wurde. Dabei wurde der Bau innen und aussen noch einmal komplett renoviert und umgebaut. Vom ehemaligen System der Burggräben ist heute nur noch ein kleiner Teil, der sogenannte «Herrenweiher» vor dem «Käfigturm», übrig geblieben.
Im 19. Jahrhundert war das Programm und die Qualität der Aufführungen sehr wechselhaft und oftmals von den Theaterleitern und ihren Wandertruppen abhängig. Vielfach waren sie nur ein Jahr in Biel tätig. 1927 gründete man deshalb das Städtebundtheater Biel Solothurn, das dauerhafte Schauspiel- und Opernensembles und eine deutliche Qualitätssteigerung sicherte.
Das Gebäude Burggasse 19 wurde durch den Regierungsratsbeschluss «RRB 3428» vom 27. Juli 1909 und den Vertrag vom 12. Januar 2022 geschützt sowie 2003 rechtswirksam im Bauinventar des Kantons als «schützenswert» verzeichnet.

Hof, Türme und ehemaliger Graben
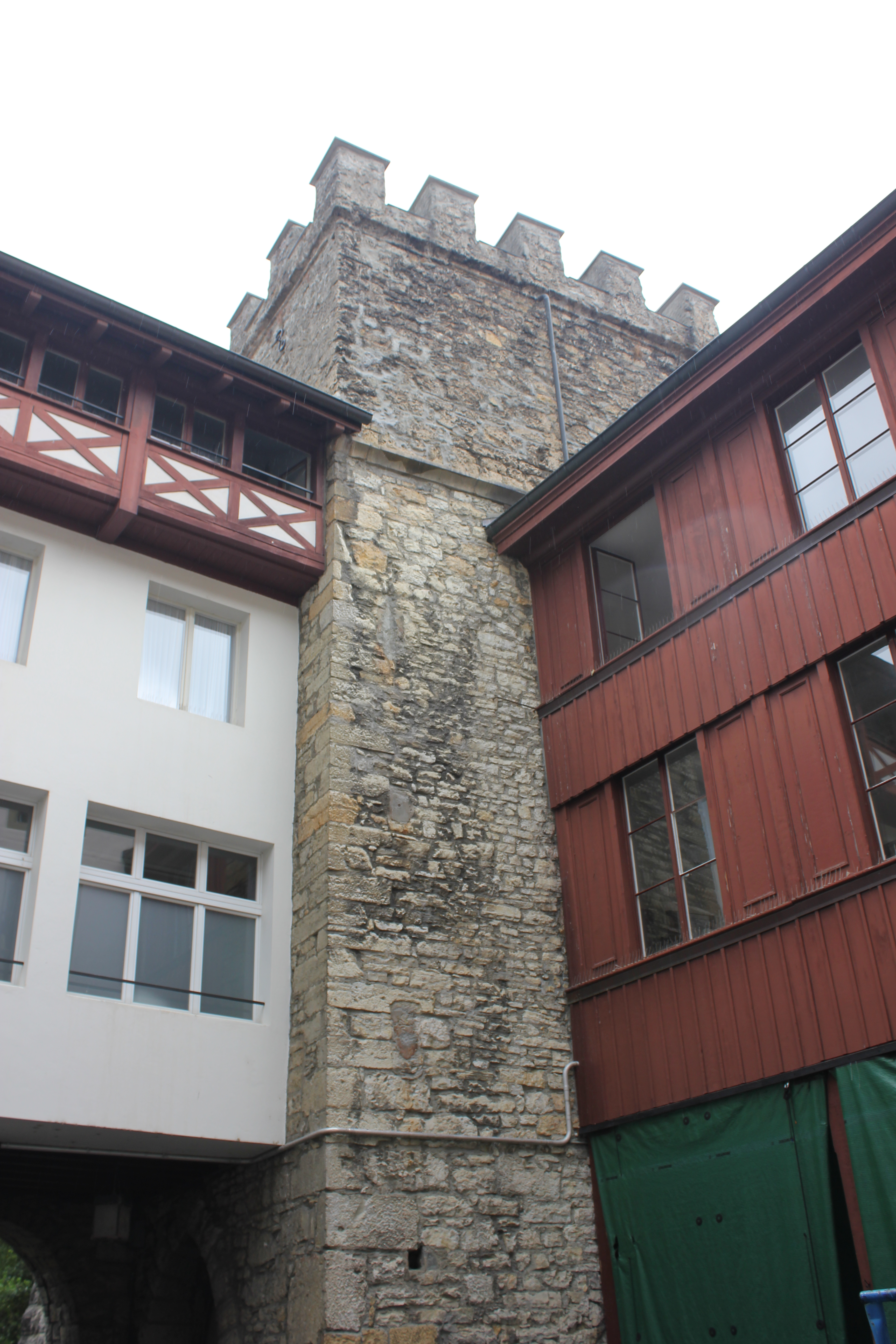
Archivturm, Hofseite mit Nebengebäuden
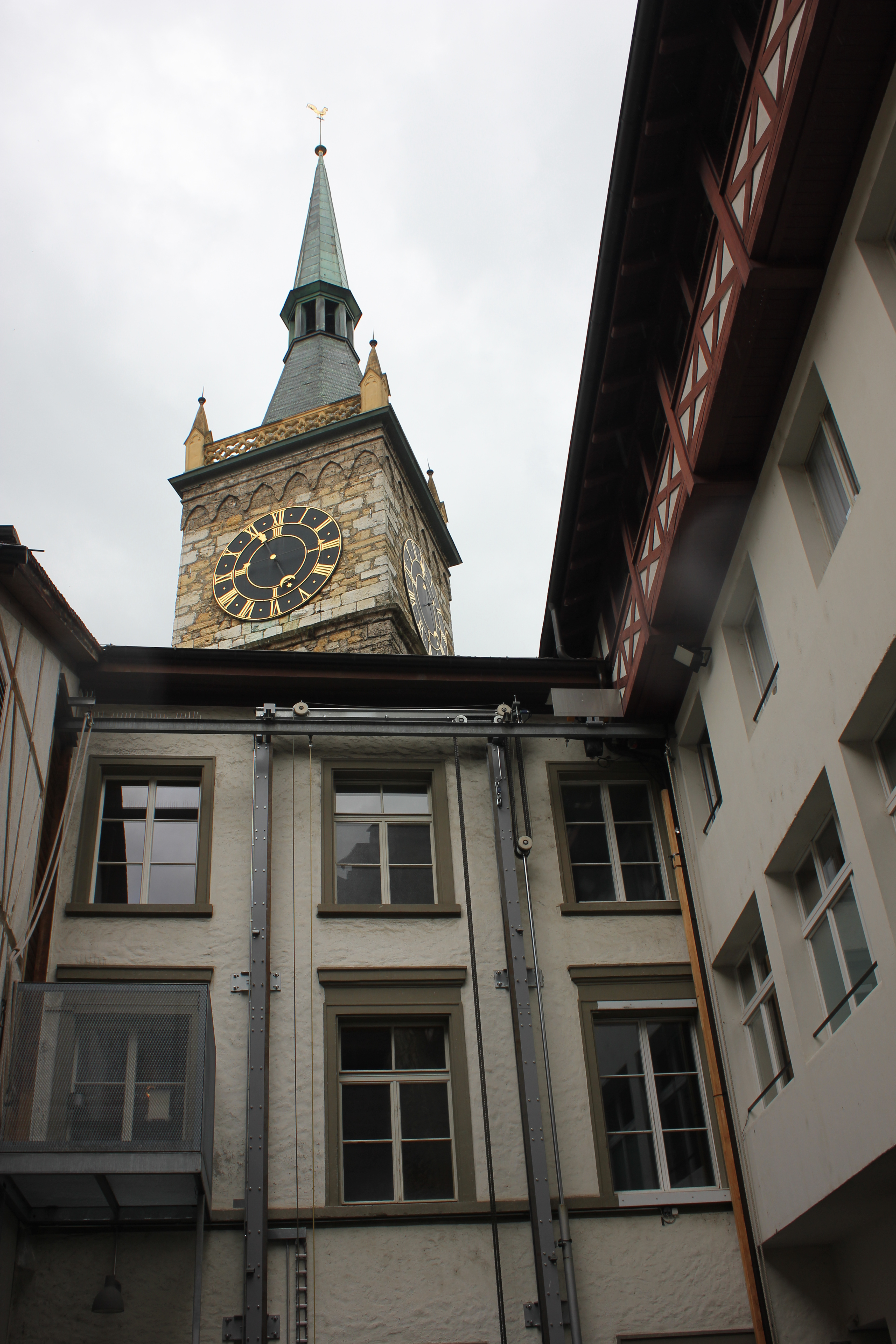
Zeitglockenturm, Hofseite
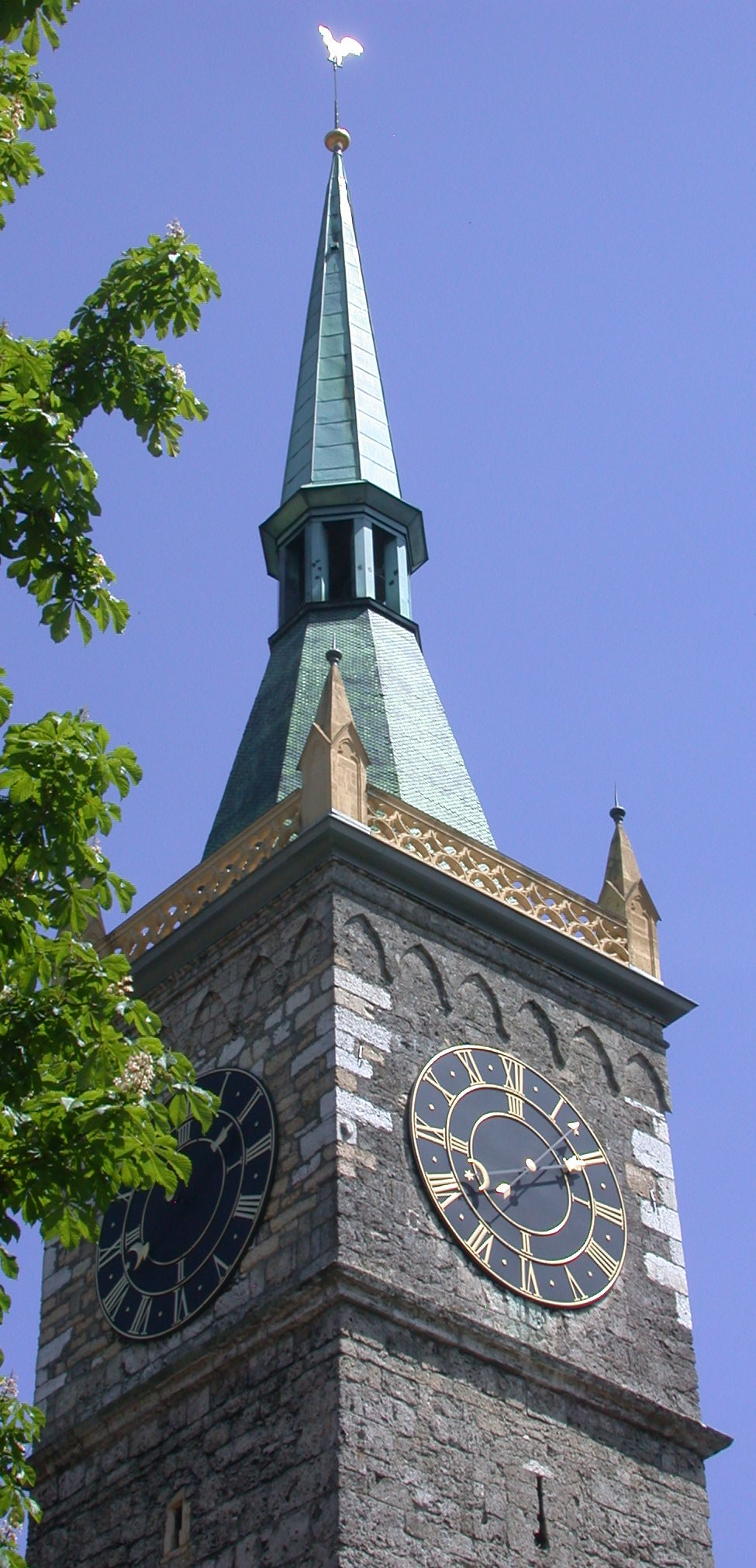
Zeitglockenturm
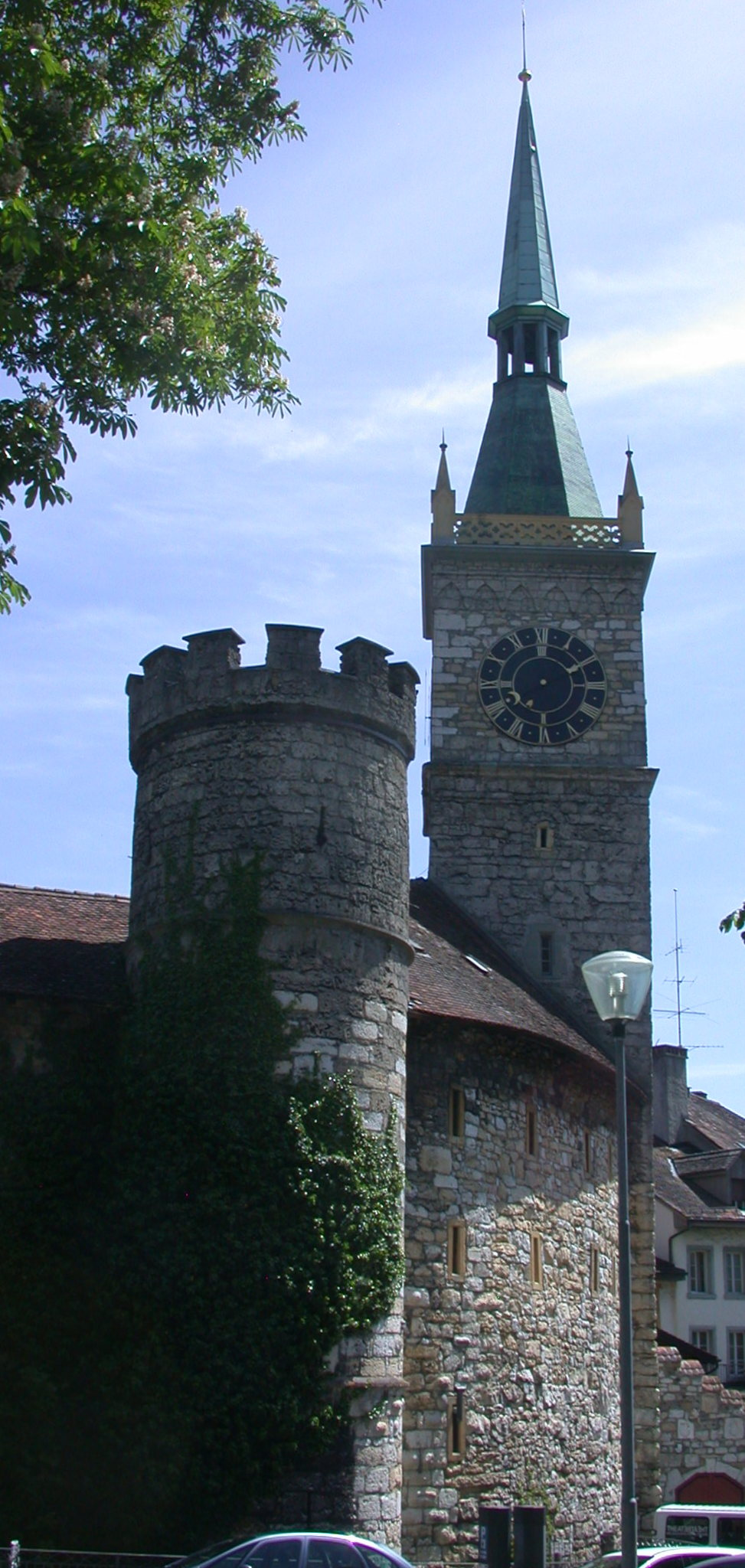
Käfigturm und Zeitglockenturm
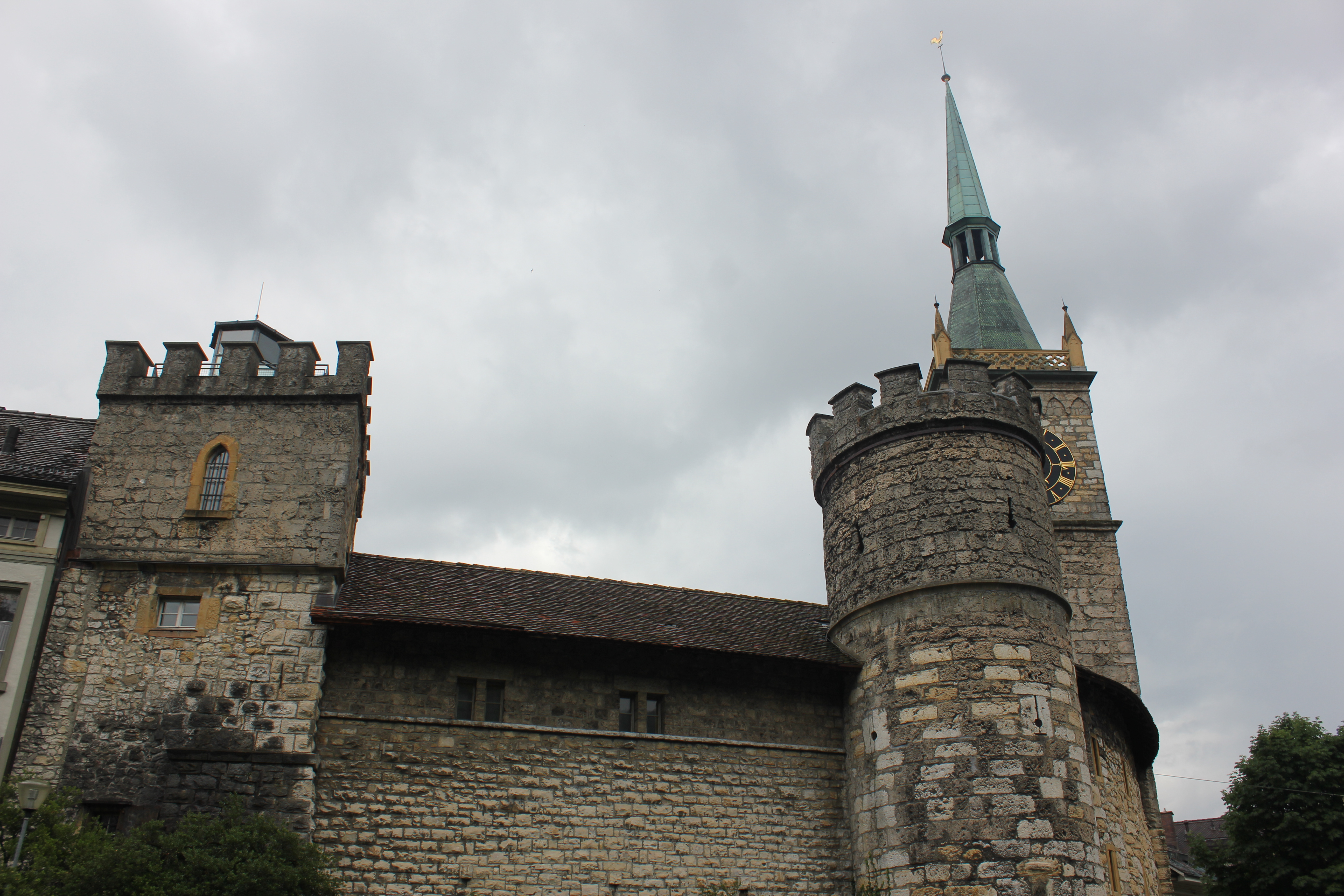
Archivturm und Käfigturm
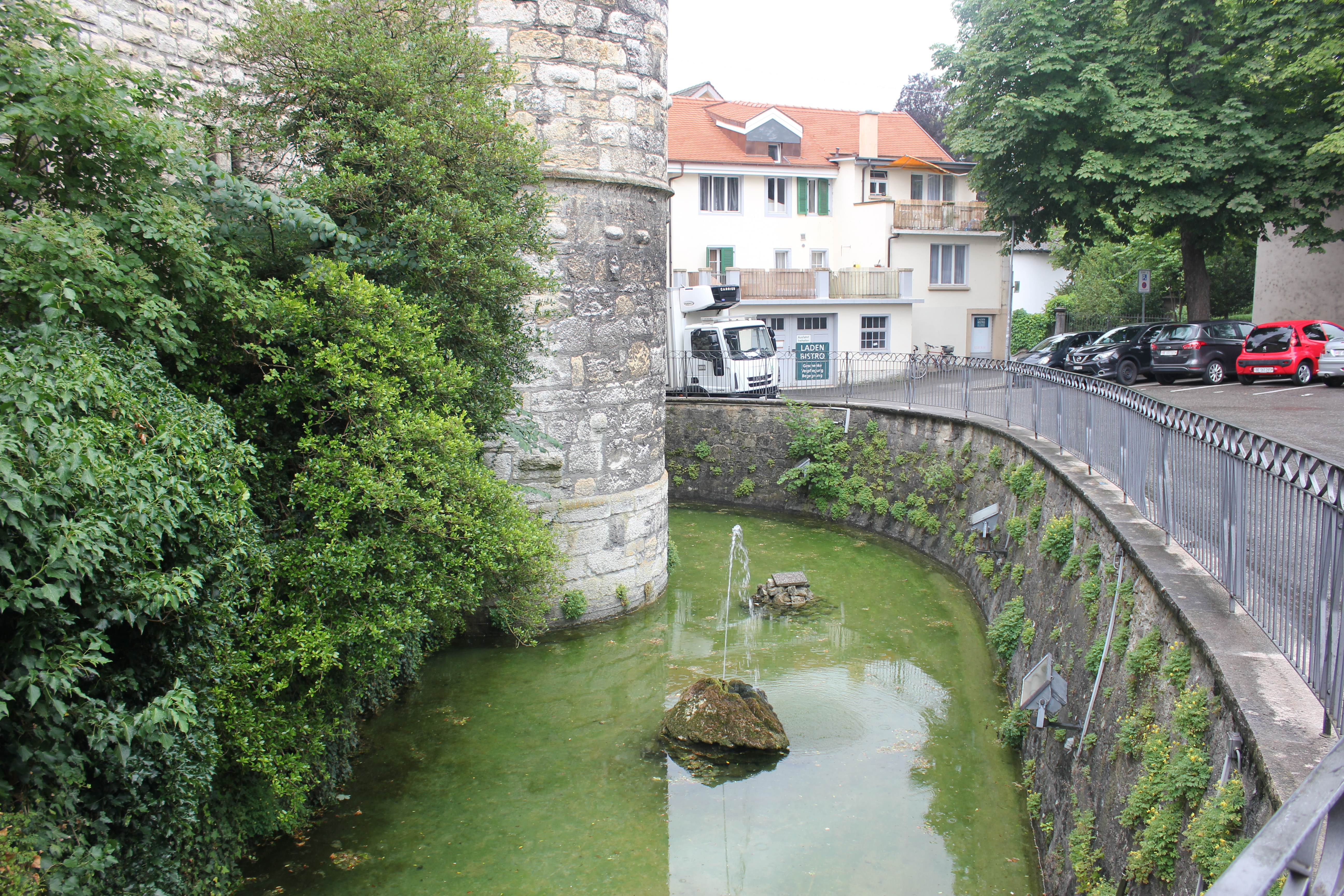
Herrenweiher, ehemaliger Burggraben
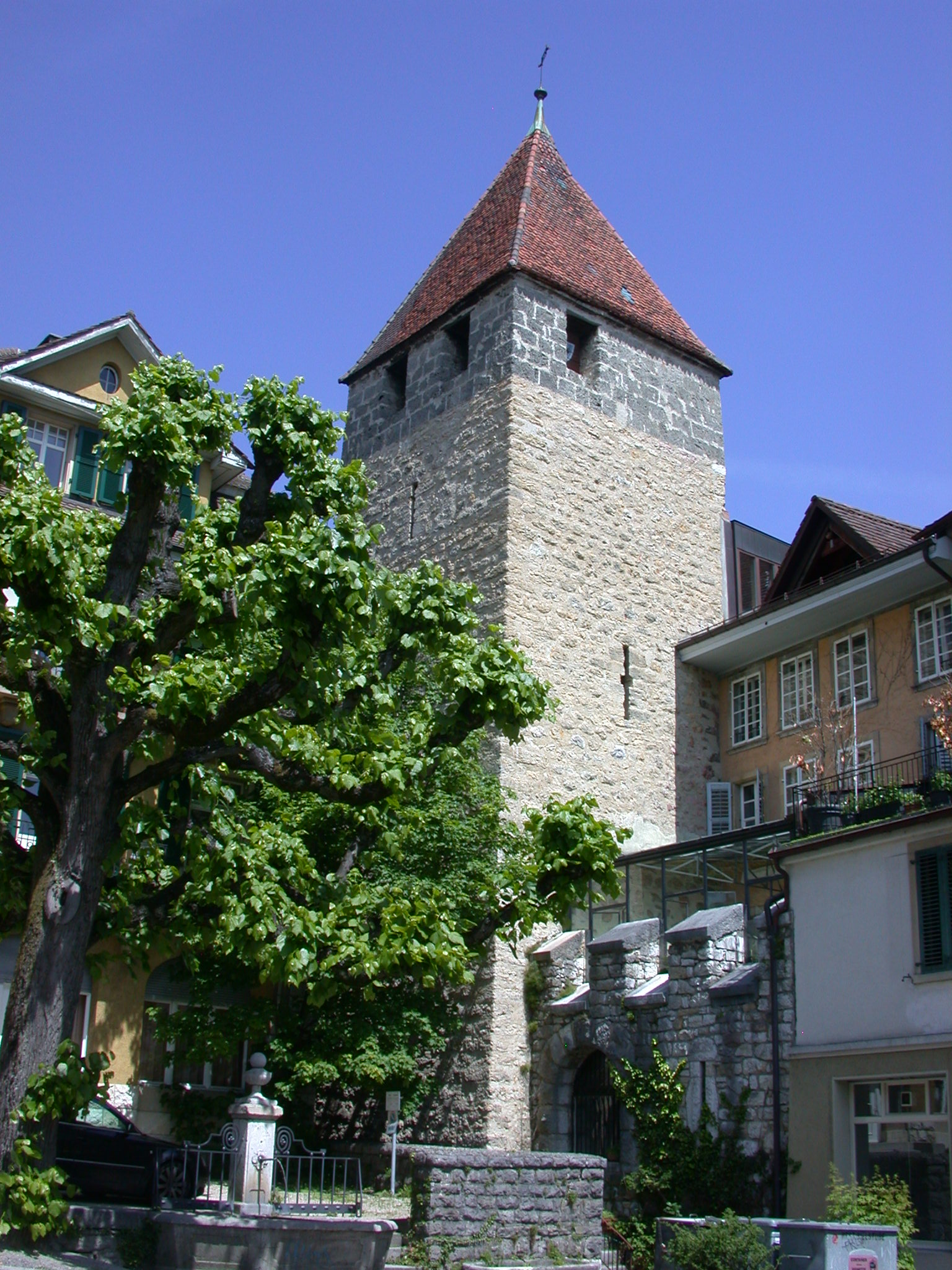
Rosiusturm mit spitzer Ansicht zur Angriffsseite

## Gestaltung

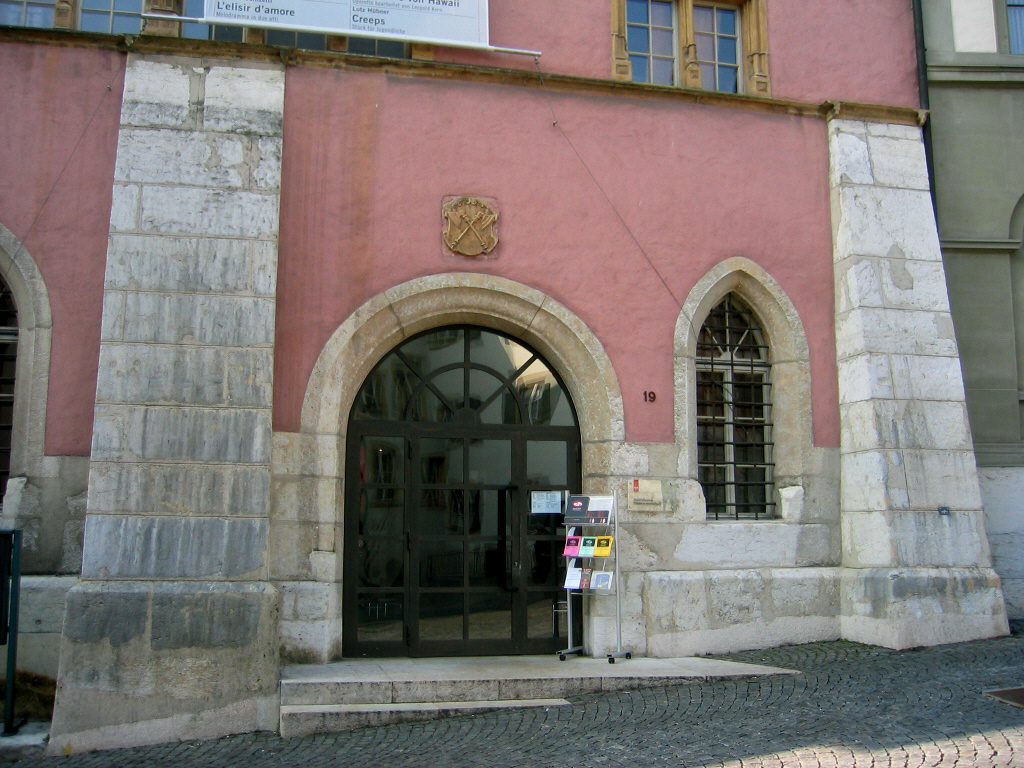
Stadttheater, Eingang mit Stützpfeilern und Wappen von 1590

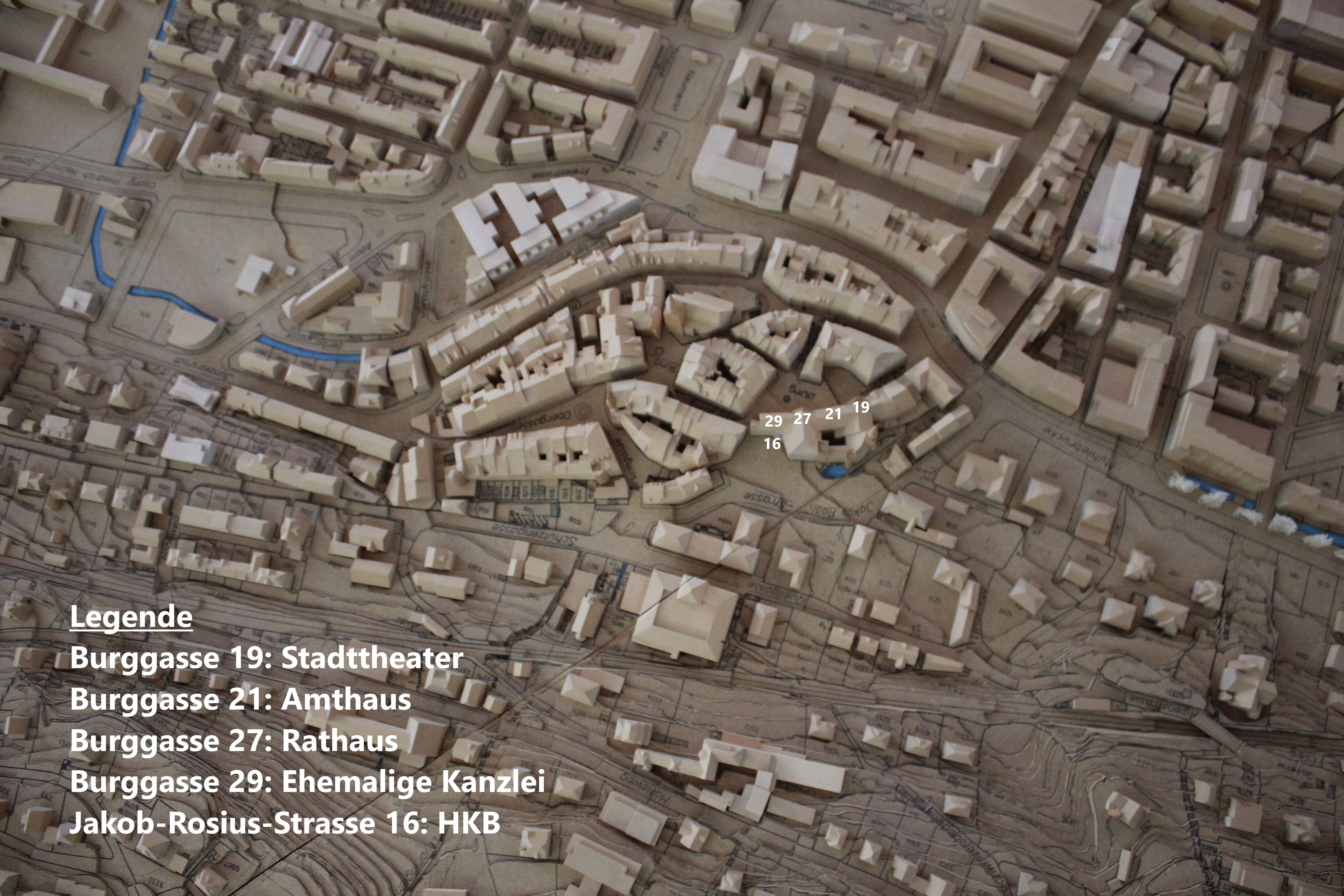
Ehemalige Burg, Adressenzuordnung

In der Burggasse 19 befindet sich das ehemalige, 1589/91 erbaute Zeughaus. Der Architekt Alexander Köhli-Bratschi verantwortete die Umgestaltung zum ersten Theater. 1858/60 erhielt die Platzfront Burggasse 19, 21 und 27 eine gemeinsame, symmetrisch aufgebaute neugotische Fassade. Die geneigten Stützpfeiler der Fassade im Erdgeschoss sind mächtig. Das Stadtwappen über der Tür (1590) wurde von Konrad Finsler geschaffen. Die Pfeiler und das Kreuzgratgewölbe im Erdgeschoss stammen aus dem 16. Jahrhundert. Der vor 1367 errichtete «Zeitglockenturm» diente zeitweise auch als Pulverturm. Das Dach wurde als Spitzhelm mit Wimpergen vom Architekten Alexander Köhli entworfen. Der seitliche, verspielte Anbau an den Turm ist ein Notausgang des Theaters aus der Zeit Ende des 19. Jahrhunderts. «Käfigturm» und «Archivturm» erhielten 1858 ihre Zinnen, die somit keine Wehrfunktion mehr erfüllten. In dem Jahr erfolgten ebenso der Rückbau des ehemaligen Abschnittes der Stadtmauer zwischen beiden Türmen sowie der Neubau einer Brücke über den «Herrenweiher», auch «Rosiusweiher», den verbliebenen Rest des früheren Burggrabens. Der neue, 1951 bis 1952 errichtete Verbindungsbau wurde von Eduard Lanz in historisierender Form errichtet. Er schloss die Bresche zwischen «Käfigturm» und «Archivturm» aus dem 19. Jahrhundert wieder. Auf dem «Archivturm» befindet sich seit 1989 ein Aussichtspavillon aus Glas, der aber nicht genutzt wird.
Die Denkmalpflege stufte das Gebäude als architektonisch und historisch bedeutend ein. Das Kleintheater ist danach auch typologisch von Interesse.